# حسن خليفة العطبراوي
حسن خليفة العطبراوي (1919 - 2005) كان مغنيا سودانيا.

## نشأته
ولد حسن خليفة محمد الفضل بمدينة عطبرة عام 1919م، والدته زينب الشايقية التي تنحدر من منطقة تنقاسي ووالده من منطقة البركل بمحافظة مروي.. 
درس المرحلة الابتدائية بمدرسة عطبرة الشرقية. عاش العطبراوي في مدينة عطبرة، عشقها حتى انه يقول (إذا عاشت الأسماك خارج المياه سأعيش خارج عطبرة)

## حياته الأولى
عمل في بداية حياته في مهنة التمريض ثم مصنع الزراير بعطبرة، ثم سافر إلى مصر في عام 1938م وعاد في عام 1940م ليمتهن مهنة الجزارة وهي المهنة التي طالما اعتز بها

## حياته الفنية
بدأ حياته الفنية في مدينة عطبرة عام 1935م بترديد أغاني الحقيبة. وأول أغنية خاصة به كانت أغنية..الشادن المحجور – 1942م.
له حوالي مائتي أغنية وأناشيد وطنية أشهرها أناشيد لوطن العزيز 1945م – غريب بلدك 1945م – لن يفلح المستعمرون 1946م – أنا سوداني 1946م – لن أحيد 1950م. 
واشتهرت له من الأغاني العاطفية الخفيفة (ضاعت سنيني – مامنظور ينسانا – يازاهي ماتزورنا – القلوب مرتاحة – مالك ماعتيادي – عتاب.
غنى في بداية حياته في ثنائية فنية مع عبد العزيز محمد داؤود ورغم سفر عبد العزيز إلى الخرطوم فإن أواصر الصداقة بينهما امتدت حتى وفاة أبوداؤد فقد كان من أعز أصدقائه. حمل لواء الأغنية الوطنية الصريحة متخطياً بها جدار الرمزية الذي كان يسورها به المستعمر وأصبح يجهر بالقول أمامهم وأصبح يردد أنا سوداني.. لا لن يكون.. لن يفلح المستعمرون.
غنى العطبراوي للموردة وللتحرير وللمريخ عندما حصل على كأس مانديلا وكتب أغنية لمريخ عطبرة ولم يمنعه ميوله للهلال من إظهار حبه للكل وساوى حتى في اهتماماته الرياضية وكتب أروع قصيدة مغناة للهلال
عضو اتحاد الفنانين: ومعروف عنه انه شاعر كتب العديد من القصائد الفنية.
- تزوج من فاطمة محمد إسماعيل ورزق منها بابنه خليفة. وبعد أن توفاها الله تزوج من أم الحسن عطية ورزق منها بابنتين.

- قومية العطبراوي تظهر بجلاء واضح في كل أغانيه ووطنيته تظهر من خلال تناوله لكافة قضايا الوطن والمشاركة في كل المناسبات.
- يحب الاطلاع وكانت سلسلة الهلال تجبره على الغوص فيها بأعماقه وكان يبحث عن كل ما هو جديد إذ انه قام بتلحين أغنيات من عيون الشعر العربي لشعراء عدة أمثال الأمير عبد الله الفيصل والشاعر السوري عمر أبو ريشة بل وجد قصيدة أنا سوداني منشورة في الصحف وهي للشاعر عمر عبد الرحيم وهو من رفاعة.. فقام بتلحينها وغناها قبل أن يرى شاعرها، عرف قيمة الحرية مبكراً فكانت كل أفعاله وأقواله تدعو للحرية فقد حمل لواءه ليكون قائداً للرأي من خلال أغانيه فغنى للحرية وللاستقلال وللوطن وللزراع والصناع وغنى للجيش بل غنى للسلام من زمن بعيد ودعا له.

ظلت أغانيه خالدة تتوارثها الأجيال جيلاً بعد جيل فحتى أطفال اليوم يرددون.. ياوطني العزيز.. أنا سوداني أنا.. لن يفلح المستعمرون.. مرحبتين بلدنا حبابا.. ويكفي أن أغنية يا غريب يلا لي بلدك ظلت شعاراً للاستقلال..
- قاد النضال في مدينة عطبرة ضد المستعمر وشارك في ثورة النقابات وغنى يا غريب يلا لي بلدك أمام المفتش الإنجليزي بمدينة الدامر فكانت سبباً وراء محاكمته والحكم عليه بالسجن لسنوات ولكن تحولت بعد تدخل أعيان عطبرة إلى عدة شهور قضاها بسجن عطبرة وخرج بعدها لمواصلة ركب الكفاح ضد المستعمر.
- لم تخلُ مناسبة رسمية في مدينة عطبرة من وجود العطبراوي وظل قاسماً مشتركاً لكل ما يفرح الوطن بل وتعدى الأمر عطبرة ليكون حضوراً في العديد من المناسبات الوطنية في جميع أنحاء السودان.
- ظل دائماً يرفض التكريم وظل يرفض كل الإغراءات التي قدمت له لمغادرة عطبرة والهجرة إلى العاصمة فقد رفض عرض الرئيس الأسبق نميري بالهجرة إلى الخرطوم.حاولنا أن نلقي بصيص ضوء على حياة هذا المبدع علنا ننير جزءاً من تاريخه الثر ونعلم أن حياة العطبراوي تمثل موسوعة فنية وطنية تحمل في دواخلها الكثير.